# ФК Вест Хем јунајтед
ФК Вест Хем јунајтед (енгл. West Ham United F.C.) професионални је енглески фудбалски клуб из Лондона. Тренутно се такмичи у Премијер лиги, пошто је у сезони 2011/12. преко доигравања у Чемпионшипу обезбедио пласман у виши ранг.

## Историја

### XIX век. Прве године
Клуб је 1895. основан под именом ФК Темз Ајронворкс (енгл. Thames Ironworks F.C.). Клуб је играо у Лондонској лиги годину дана након свог оснивања, а следеће сезоне је успео да освоји турнир. Он се тада придружио другој лиги јужне групе. Године 1900, клуб је добио данашњи назив.

### XX век
Вест Хем је 1923. године играо финале ФА Купа. Вест Хем је до 1932. играо прву лигу, али је клуб испао у другу лигу и тамо остао дуго времена - четврт века.
Педесетих година 20. века, тим је почео да се побољшава. Дошао је нови тренер Тед Фентон, који је развио таленат младих играча, што је убрзо донело опипљиве резултате. Вест Хем се 1958 вратио у прву лигу, победивши у другој лиги.
Године 1961, замењен је тренер. На месту Теда Фентона дошао је Рон Гринвуд. Он је наставио као и претходни тренер рад са талентованим играчима. Осим тога увео је и неке новине и довео неколико добрих играча. Све ово је довело до тога да чекићари освоје ФА куп 1964. победивши у финалу Престон Норт Енд са 3:2. Две године касније Вест Хем је постигао своје прве значајне резултате на европској сцени, освојивши Купа УЕФА Куп победника купова победивши у финалу Минхен 1860.
Седамдесетих година неколико кључних играча као и тренер Гринвуд је напустило клуб. Нови тренер је постао Џон Лиал. Са тимом Лиал је освојио ФА куп 1975. и 1976. године. Вест Хем је био у прилици да по други пут понови своји европски успех и да освоји Купа победника купова, али није успео, јер је изгубио у финалу од белгијског Андерлехта. Од тада се ситуација погоршала и тим је испао у другу лигу 1978. године.
По трећи пут у својој историји, 1980. освојен је ФА куп, а 1981. били су близу освајања Лига Куп, али су у финалу изгубили од Ливерпула. Убрзо, тим је заузео треће место у првој лиги, што је њен најбољи резултат до данашњег дана. Године 1989,, Вест Хем је поново испао у нижу лигу, две године касније се вратио, али је 1992. уследио још један пад у другу лигу.
У раним 90-им тренеру Били Бондсу се придружио Хари Реднап. Клуб се одмах вратио у новоформирану Премијер лигу. Реднап ускоро остаје једини тренер. Под његовом командом клуб је остао у Премијер лиги и 1999. освојио Интертото куп.

### XXI век
У сезони 2002/03., после ужасног периода, када је клуб успео да освоји прву победу кући тек после шест месеци од почетка шампионата, Вест Хем је испао из Премијер лиге. Следеће сезоне, тим је кроз доигравање, стигао до финала и борбе за повратак у елиту, али је изгубио од Кристал паласа. У сезони 2004/05., Вест Хем је освојио шето место у лиги и пласирао се у доигравање. У доигравању Вест Хем је изашао као победник. Прво су на Аптон парку играли 2:2 са Ипсвичем (који је завршио трећи, испред Вест Хема за 12 поена), а у другом мечу на гостовању чекићари су победили са 2:0, и тако се пласирали у финале доигравања. У финалу Вест Хем је победом над Престон Норт Ендом, од 1:0, пласирао у Премијер лигу. Од сезоне 2005/06. до 2008/09. клун је такмичење завршавао у средини табеле.
У сезони 2009/10. екипа се изборила за опстанак, али је већ у сезони 2010/11. Вест Хем испао из Премијер лиге. У сезони 2011/12. Чемпионшипа Вест Хем је заузео треће место, па је преко доигравања обезбедио повратак у Премијер лигу.

## Највећи успеси

### Национални
- Прва дивизија
  - Треће место (1) : 1985/86.
- Друга дивизија
  - Првак (2) : 1957/58, 1980/81.
  - Друго место (3) : 1922/23, 1990/91, 1992/93. (пласман у виши ранг)
  - Плеј–оф шампиони (2) : 2005, 2012. (пласман у виши ранг)
- ФА куп
  - Освајачи (3) : 1963/64, 1974/75, 1979/80.
  - Финалиста (2) : 1922/23, 2005/06.
- Лига куп
  - Финалиста (2) : 1965/66, 1980/81.
- Комјунити шилд
  - Освајачи (1) : 1964. (подељен са Ливерпулом)
  - Финалиста (2) : 1975, 1980.

### Међународни
- Куп победника купова
  - Освајачи (1) : 1964/65.
  - Финалиста (1) : 1975/76.
- Лига конференције
  - Освајачи (1) : 2022/23.
- Интертото куп
  - Освајачи (1) : 1999.
- Англо-италијански Лига куп
  - Финалиста (1) : 1975.

## Играчи

### Тренутни састав
Ажурирано 29. јула 2021.
| Бр. |             | Позиција | Играч                                             |
| --- | ----------- | -------- | ------------------------------------------------- |
| 1   | Пољска      | Г        | Лукаш Фабијањски                                  |
| 2   | Нови Зеланд | О        | Винстон Рид                                       |
| 3   | Енглеска    | О        | Арон Кресвел                                      |
| 5   | Чешка       | О        | Владимир Цоуфал                                   |
| 7   | Украјина    | Н        | Андриј Јармоленко                                 |
| 8   | Шпанија     | С        | Пабло Форналс                                     |
| 9   | Енглеска    | Н        | Мајкл Антонио                                     |
| 10  | Аргентина   | С        | Мануел Ланзини                                    |
| 13  | Француска   | Г        | Алфонз Ареола (на позајмици из Париз Сен Жермена) |
| 14  | Данска      | О        | Фредерик Алвес                                    |
| 15  | Енглеска    | О        | Крејг Досон                                       |
| 16  | Енглеска    | С        | Марк Нобл (капитен)                               |
| 20  | Енглеска    | Н        | Џарон Боуен                                       |
| 21  | Италија     | О        | Анђело Огбона                                     |
| 22  | Алжир       | Н        | Саид Бенрахма                                     |

| Бр. |                             | Позиција | Играч                          |
| --- | --------------------------- | -------- | ------------------------------ |
| 23  | Француска                   | О        | Иса Диоп                       |
| 24  | Енглеска                    | О        | Рајан Фредерикс                |
| 25  | Енглеска                    | Г        | Дејвид Мартин                  |
| 26  | Демократска Република Конго | О        | Артур Масуаку                  |
| 28  | Чешка                       | С        | Томаш Соучек                   |
| 31  | Енглеска                    | О        | Бен Џонсон                     |
| 32  | Португалија                 | Н        | Шанде Силва                    |
| 35  | Република Ирска             | Г        | Дарен Рандолф                  |
| 41  | Енглеска                    | С        | Деклан Рајс (заменик капитена) |
| 45  | Република Ирска             | Н        | Адемипо Одубеко                |
| 50  | Шкотска                     | О        | Харисон Ешби                   |
| 54  | Република Ирска             | С        | Конор Кавентри                 |
| 56  | Енглеска                    | О        | Емануел Лонгело                |
| 75  | Енглеска                    | О        | Џамал Баптист                  |

## Белешке
У филму Green Street говори се о животу навијача овог тима.